# Нехе
Нехе (кор. 내해, 奈解, Naehae, Naehae; пом. 230) — корейський правитель, десятий володар (ісагим) держави Сілла періоду Трьох держав.

## Походження
Був онуком вана Порхю. Оскільки первісток останнього та його другий син померли рано, тому трон зайняв саме Нехе.

## Правління
Відповідно до Самгук Сагі за правління Нехе підтримувались дружні відносини з сусідньою конфедерацією Кая, натомість відбувались постійні збройні сутички з державою Пекче. Зокрема 199 та 214 року Нехе захопив один з районів Пекче, а 218 року особисто очолив оборону своїх володінь під час нападу з боку тієї держави.
Помер 230 року, після чого трон зайняв брат його дружини Чобун.